# Liste des accidents ferroviaires en France en 1931
Pour des articles plus généraux, voir Liste des accidents ferroviaires en France, Liste des accidents ferroviaires en France au XXe siècle et Liste des accidents ferroviaires en France dans les années 1930.
La liste des accidents ferroviaires en France en 1931, est une liste non exhaustive, chronologique par mois.

## Mars
- 19 mars 1931 - Étampes : À 20 heures 20, au passage en gare d'Étampes du rapide de 1re et 2e classe Paris - Hendaye, alors que la machine et les premières voitures franchissent normalement un aiguillage, il change de position pour des raisons demeurées inconnues et la queue du train quitte les rails. Le wagon restaurant et le fourgon se renversent et percutent un train de banlieue vide garé sur une voie voisine. L'accident fera dix morts et une quarantaine de blessés[1].

## Avril
- 16 avril 1931 - Près de Merxheim, sur la ligne Strasbourg-Mulhouse, vers 4 heures 50, un train de marchandises venant de Mulhouse brûle un signal d'arrêt, et prend en écharpe un autre train venant de Colmar. Le chef du train tamponneur est tué[2].
- 23 avril 1931 - Dans la grande banlieue de Lille, à Wicres, vers 14 heures, sur un passage à niveau non gardé d'une ligne privée dite ligne Michon[3] allant de Don-Sainghin à Fromelles, un train de marchandises roulant au pas télescope un autocar transportant une quarantaine d'ouvrières des usines textiles rentrant du travail, dont huit sont tuées et une trentaine blessées[4].

## Mai
- 14 mai 1931 - Vers 19 heures, sur la ligne de Castelnaudary à Rodez, entre Albi et Castres, près de Lombers les deux machines et les trois premières voitures d'un train de voyageurs en double traction déraillent et se couchent sur le remblai. Un des mécaniciens est tué, le second et les deux chauffeurs sont grièvement blessés, ainsi qu'une voyageuse. Le garde-frein et cinq voyageurs sont plus légèrement atteints[5].
- 20 mai 1931 - 8 heures 5, la gare de Lyon à Paris, un haut le pied percute l'omnibus Montargis - Paris. 15 voyageurs ont été hospitalisés et 66 ont été légèrement blessés[6].

## Août
- 1er août 1931 - Sur la ligne Paris-Strasbourg, à Lagny, sur un passage à niveau dont les barrières n'ont pas été fermées, le rapide Paris-Charleville percute vers 7 heures 30 un autobus dont le conducteur est tué, mais dont les trente passagers sont indemnes[7].

## Septembre
- 14 septembre 1931 - Vers 16 heures 30, au niveau des ateliers de La Chapelle, une erreur d'aiguillage fait dérailler un train de voyageurs vide refoulant vers la gare du Nord pour mise à quai. Le conducteur[a] est tué dans son fourgon renversé[8].